# La Chapelle-Thireuil
Pour les articles homonymes, voir La Chapelle.
La Chapelle-Thireuil est une ancienne commune française, située dans le département des Deux-Sèvres en région Nouvelle-Aquitaine. Le 1er janvier 2019, elle devient commune déléguée de la commune nouvelle de Beugnon-Thireuil dont elle est le chef-lieu.

## Géographie

### Localisation et communes limitrophes
| Le Busseau  | Scillé               | Le Beugnon |
|             | La Chapelle-Thireuil | Fenioux    |
| Saint-Laurs |                      | Puihardy   |

### Lieux-dits
La commune possède sur son territoire 26 lieux-dits.

## Toponymie
Le nom de la commune provient des premiers seigneurs connus du lieu: Tirolius (ou Tirole) de la Chapelle, seigneur du Bois-Chapeleau vers l'an 1000. Paul de Vendée a aussi orthographié Tirole : Tire œil, ce qui pourrait indiquer un surnom gagné au combat ; de même le nom en poitevin de la Chapelle-Thireuil : la Chapele-Tireil, œil se disant eil, est compatible avec cette hypothèse.
La légende du chapeau (ou chapelle) de roses due annuellement à la chatellenie de Vouvant semble être postérieure à Tirole de la Chapelle et ne pourrait expliquer l'origine du nom.

## Histoire
Vers 1300, La Chapelle-Thireuil devient une possession des Chevaliers d'Appelvoisin et du Bois-Chapeleau , issus soit de Saint-Paul-en-Gâtine, soit d'une famille noble de Gênes, les Pallavicini.
Comme leur suzerain, Jean II de Parthenay-l'Archevêque, ils soutiennent les anglo-bourguignons jusqu'en 1419 au siège de Parthenay par l'armée du Dauphin. Les Appelvoisin s'y font remarquer par leur grande bravoure malgré le ralliement final forcé (Charte de Parthenay). En 1429, ils obtiennent de Charles VII le droit de fortifier le bourg de la Chapelle-Thireuil. Un ouvrage défensif est érigé à l'emplacement de l'ancienne école libre de filles et entouré de douves. La Rembourgère et plus brièvement les Vaux et Saumort furent des seigneuries vassales.
Les Vaux, Saumort, le Treuil et d'autres tenures deviennent des métairies dans la dépendance de l'importante abbaye bénédictine de L'Absie dont certains abbés furent également des Appelvoisin et ce, jusqu'à la Révolution où elles sont vendues comme biens nationaux. La Grande-Vau fut ainsi vendue pour 17100 livres en 1791.
En 1613 Françoise d'Appelvoisin épousa Paul de Vendée (Vendée est situé sur le cours de la rivière Vendée à Payré sur l'actuelle commune de Foussais-Payré) qui devint seigneur du Bois-Chapeleau. Paul de Vendée était protestant comme la majorité des nobles du Bas-Poitou à ce moment-là ; il participa avec ses soldats à la défense de La Rochelle pendant le Grand Siège et y mourut (ainsi que 22000 huguenots : Siège de La Rochelle (1627-1628) ). Il a laissé un journal précieux pour la connaissance de la société rurale de cette époque et en particulier pour la Chapelle-Thireuil .
De 1790 à l'An VIII, la Chapelle-Thireuil fut chef-lieu de canton. En 1793, elle se déclara pour la Révolution, à la différence du Busseau qui fournit des soldats à l'armée catholique et royale de Vendée ; elle accueillit cependant des rescapés des massacres des colonnes infernales.
En 1862, une importante et agréable maison de maître fut construite à proximité du château du Bois-Chapeleau par le marquis de Touchimbert qui avait épousé Jeanne Agathe de Lesmerie, descendante de Paul de Vendée. Cette demeure fut dès lors appelée le Château et l'ancien château, les Communs puis la ferme. Pour les familles de Touchimbert, de Villoutreys et de Sesmaisons qui s'y succédèrent : Famille de Sesmaisons.
La laiterie coopérative de la Vallée du Rivault fut créée en 1919 (président-fondateur : Comte de Villoutrey), rattachée à La Viette  en 2003 (laiterie coopérative du Pays de Gâtine), intégrée au groupe Eurial en 2011 puis au groupe Agrial en 2016.

## Administration
| Période      | Période  | Identité      | Étiquette | Qualité |
| ------------ | -------- | ------------- | --------- | ------- |
| janvier 2019 | En cours | Denis Onillon |           |         |

| Période                                  | Période | Identité       | Étiquette | Qualité |
| ---------------------------------------- | ------- | -------------- | --------- | ------- |
| Les données manquantes sont à compléter. |         |                |           |         |
| avant 1981                               |         | Camille Boutin |           |         |
| 2008                                     | 2014    | Olivier Giraud |           |         |
| 2014                                     | 2018    | Denis Onillon  |           |         |

## Démographie
À partir du XXIe siècle, les recensements réels des communes de moins de 10 000 habitants ont lieu tous les cinq ans. Pour La Chapelle-Thireuil, cela correspond à 2006, 2011, 2016, etc. Les autres dates de « recensements » (2009, etc.) sont des estimations légales.
L'évolution du nombre d'habitants est connue à travers les recensements de la population effectués dans la commune depuis 1793. Pour les communes de moins de 10 000 habitants, une enquête de recensement portant sur toute la population est réalisée tous les cinq ans, les populations de référence des années intermédiaires étant quant à elles estimées par interpolation ou extrapolation. Pour la commune, le premier recensement exhaustif entrant dans le cadre du nouveau dispositif a été réalisé en 2006.

En 2016, la commune comptait 436 habitants, en évolution de +0,46 % par rapport à 2010 (Deux-Sèvres : +0,18 %, France hors Mayotte : +2,11 %).
| 1793 | 1800 | 1806 | 1821 | 1831 | 1836 | 1841 | 1846 | 1851 |
| ---- | ---- | ---- | ---- | ---- | ---- | ---- | ---- | ---- |
| 712  | 649  | 741  | 715  | 781  | 818  | 683  | 854  | 815  |

| 1856 | 1861 | 1866 | 1872 | 1876 | 1881 | 1886 | 1891 | 1896 |
| ---- | ---- | ---- | ---- | ---- | ---- | ---- | ---- | ---- |
| 889  | 890  | 948  | 953  | 961  | 992  | 982  | 960  | 984  |

| 1901 | 1906 | 1911 | 1921 | 1926 | 1931 | 1936 | 1946 | 1954 |
| ---- | ---- | ---- | ---- | ---- | ---- | ---- | ---- | ---- |
| 941  | 959  | 920  | 804  | 758  | 733  | 707  | 729  | 699  |

| 1962 | 1968 | 1975 | 1982 | 1990 | 1999 | 2006 | 2011 | 2016 |
| ---- | ---- | ---- | ---- | ---- | ---- | ---- | ---- | ---- |
| 676  | 617  | 610  | 514  | 506  | 452  | 431  | 436  | 436  |

## Économie
L'usine laitiére du Rivault fait partie du groupe Agrial en 2017.

## Culture locale et patrimoine

### Lieux et monuments
- Église Saint-Étienne de La Chapelle-Thireuil.

### Personnalités liées à la commune
- Guichard d'Appelvoisin, seigneur du Bois-Chapeleau, héros du siège de Parthenay en 1419 où il combattait du côté anglo-bourguignon ; remarqué par le Dauphin Charles, il changea de camp et le suivit à la conquête du Charolais[18] en 1420 ; il fut fait plus tard chambellan du roi[5].